# 프란 가르시아
프란시스코 호세 가르시아 토레스(스페인어: Francisco José García Torres, 1999년 8월 14일~)는 스페인의 축구 선수로 포지션은 왼쪽 풀백이다. 현재 라리가의 레알 마드리드 CF와 스페인 축구 국가대표팀에서 활동하고 있다.

## 구단 경력

### 레알 마드리드
카스티야라만차주, 시우다드레알 볼라뇨스 데 칼라트라바에서 태어난 가르시아는 2009년부터 뛰던 고향 클럽 볼라뇨스에서 레알 마드리드의 라 파브리카로 이적했다. 2018년 2월 1일, 아직 청소년 선수였던 그는 2022년까지 재계약을 맺었다.
2018-19 시즌을 앞두고 2군으로 승격된 가르시아는 9월 9일, 0-0으로 비긴 AD 우니온 아다르베와의 세군다 디비시온 B 원정 경기에서 막판 25분을 뛰며 성인 무대 신고식을 치렀다. 12월 6일, 그는 6-1로 이긴 UD 멜리야와의 코파 델 레이 홈 경기에서 후반전에 다니 카르바할과 교체 투입 되어 1군 데뷔전을 치렀다.
2019년 12월 15일, 가르시아는 3-0으로 이긴 헤타페 CF B와의 홈 경기에서 성인팀 첫 골을 기록했다.

### 라요 바예카노
2020년 9월 1일, 가르시아는 2020-21 시즌을 앞두고 세군다 디비시온의 라요 바예카노로 1시즌 임대되었다. 2020년 9월 13일, 그는 1-0으로 이긴 RCD 마요르카와의 원정 경기에서 선발 출전하여 프로 데뷔전을 치렀다. 가르시아는 즉시 안도니 이라올라 감독에 의해 주전 선수가 되었으나, 11월에 무릎 부상을 당했다. 이에 시즌 아웃이 예상되었으나, 그는 20일 후에 부상 복귀했다.
2021년 7월 13일, 라요 바예카노의 라리가 승격에 일조한 후, 가르시아는 4년 계약으로 완전 이적했다. 그는 8월 15일, 3-0으로 패한 세비야와의 원정 경기에서 1부 리그 첫 경기를 치렀다. 2022-23 시즌 그의 훌륭한 활약으로, 다수의 구단과 그의 청소년 시절 클럽인 레알 마드리드를 포함하여 그의 뛰어난 발전을 주목했다.

### 레알 마드리드 복귀
2023년 6월 9일, 레알 마드리드는 이적료 €5M의 바이백 조항을 발동한 후, 가르시아와 2027년 6월까지 계약을 맺었다고 발표했다.

## 국가대표팀 경력
2023년 6월 12일, 가르시아는 후안 베르나트를 대신해 2023년 UEFA 네이션스리그 결선 토너먼트를 앞두고 스페인 축구 국가대표팀에 처음으로 차출되었다.

## 수상 내역
스페인
- UEFA 네이션스리그: 2022–23[16][17]